# سیارک ۷۲۰۲۱
سیارک ۷۲۰۲۱ (به انگلیسی: 72021 Yisunji، نامگذاری:2000XJ15) هفتاد و دو هزار و بیست و یکمین سیارک کشف شده‌است که در ۴ دسامبر ۲۰۰۰ کشف شد.